# Hero image
Hero image (engl. wörtlich „Heldenbild“) ist ein Webdesign-Fachbegriff für eine besondere Art von Web-Banner. Ein Hero image ist ein großes Banner-Bild, das auffällig (an bevorzugtem Platz) auf der Web-Seite platziert ist, meistens am Anfang und zentriert und die ganze Bildschirmbreite einnehmend.
Das Hero image ist oft das erste, was ein Besucher auf einer Website sieht, und sein Zweck ist es, einen Überblick über den wichtigsten Inhalt der Site zu geben. Je nach Charakter der Website hat das Hero image einen anderen Inhalt: Es kann beispielsweise auf Neuigkeiten über die Site hinweisen, Bestseller einer kommerziellen Site präsentieren oder dort mit einem besonderen Service werben.
Ein Hero image vereint oft Bild und Text, es kann gleich bleiben (statisches hero image), es kann auch verändert oder ausgetauscht werden (dynamisches hero image).

## Dynamische Hero images
Oft werden rotierende Diashows eingesetzt, sie werden im Englischen als „hero image slider“ oder kurz als „hero slider“ bezeichnet. „Slider“ ist das englische Wort für „Schieber“, gemeint ist, dass nacheinander verschiedene Bilder anscheinend auf den Bildschirm geschoben werden.